# Steel Beasts
Steel Beasts (укр. Сталеві звірі) — це назва сімейства танкових симуляторів, створених компанією eSim Games для Майкрософт Віндовз.
Вони присвячені сучасній тактиці спільнодії  родів військ (з акцентом на сучасну бойову броньовану техніку) на рівні роти чи батальйону. Як споживча гра, це жанрова суміш стратегічної гри, бойовика, гри-симулятора та воєнної гри з досить складним ігровим процесом.
Сталеві звірі відрізняються від інших симуляторів більш правдивим відтворенням тактичних маневрів і систем керування вогнем, а також інших військових подробиць, у порівнянні з іншими симуляторами. Зразки звуку здебільшого автентичні, вони були записані на деяких справжніх броньованих бойових машинах, зображених у симуляторі.
Спеціальні версії Сталевих звірів були прийняті на озброєння арміями Австралії, Австрії, Канади, Чилі, Данії, Фінляндії, Нідерландів, Норвегії, Іспанії, Швеції та США для тренувальних цілей. З 2023 року цей симулятор використовується для навчання українських військових.

## Сталеві звірі
Steel Beasts — це сучасний танковий симулятор, який зосереджений на основних бойових танках США M1A1 Абрамс і німецькому Леопард 2A4. Обидві машини повністю керовані та відтворені в грі до останніх подробиць. На додаток до цих танків, у Сталевих звірях відтворено   ряд сучасних броньованих машин, таких як російський танк Т-80, німецький Marder, а також різноманітні бронетранспортери. Сталеві звірі дозволяють гравцеві посісти місце командира танка або навідника в Абрамсі та Леопарді 2, а також перейти до огляду через зовнішню камеру в кожній з машин. Великий вибір підрозділів (включно з піхотою) дозволяє запускати широкий спектр різноманітних сценаріїв.
Гру було анонсовано в березні 2000 року та опубліковано виключно на вебсайті видавця.

## Професійне особисте видання
Steel Beasts Pro Personal Edition є комерційною версією танкового симулятора Steel Beasts Pro від компанії eSim Games для Майкрософт Віндовз. Це гра на бойових броньованих машинах, орієнтована на тактику спільнодії родів військ на рівні батальйону і нижче. Гравці можуть безпосередньо керувати транспортним засобом, а також кількома транспортними засобами за допомогою карти. Багато транспортних засобів, як-от класичний M1A1 Абрамс і Леопард 2A4, повністю облаштовані всередині, мають реалістичні системи управління вогнем і дозволяють гравцям прицілюватися і вести вогонь зі своєї зброї. Нещодавно були додані такі транспортні засоби, як Леопард 2A6 і Абрамс M1A2 SEP, повністю облаштовані всередині. Інші броньовані бойові машини, такі як M2/M3 Бредлі, CV90, Мардер і Т-72Б3, також повністю облаштовані для усього екіпажу. Внутрішнє облаштування зазвичай додається в результаті військових контрактів.
У грі відтворена артилерія, і гравець може викликати різні типи артилерії, від звичайних димових і осколково-фугасних снарядів до касетних боєприпасів і системи мінування FASCAM.
У Сталевих звірях також є редактор сценаріїв, який дозволяє програмувати випадкову або залежну від умов поведінку підрозділів, керованих комп’ютером. Тому добре розроблені сценарії Сталевих звірів мають високий ступінь переграваності. Окрім редактора сценаріїв, у Сталевих звірях також є редактор карт для створення власних карт із відтворенням різних ландшафтів. Восени 2011 року компанія eSim Games оголосила, що вона використовує програмне забезпечення штучного інтелекту Xaitment для пошуку шляху, руху та моделювання поведінки.

## Ліцензії
Оновлення 3.0, що вийшло у 2013 році, принесло користувачам "Особистого видання" (PE) одне дуже важливе нововведення - можливість придбання ліцензій з обмеженим терміном дії без прив'язки до фізичного ключа апаратного захисту.
1) Ліцензії з обмеженим терміном дії. Можна придбати ліцензії на термін 1, 4 і 12 місяців; більший термін має відносно меншу вартість на місяць (9.50, 29.50 і 49.50 USD відповідно); при придбанні декількох ліцензій вони підсумовуються, подовжуючи термін використання; після закінчення терміну автоматично не подовжуються.
Переваги:
- Негайний доступ до ПЗ після його придбання, встановлення та активації.
- Безплатні оновлення симулятора в період дії ліцензії
- Низька порівняно з ключем вартість, якщо розглядати період використання менш як 5 років
- Можливість використання ліцензії на 1 місяць для поглибленого ознайомлення з ПЗ для ухвалення остаточного рішення щодо придбання права використання на більш тривалі терміни
- Можливість використання на робочих станціях з відсутніми або заблокованими в рамках політик безпеки USB-портами (не актуально для приватних користувачів SB Pro PE)

Недоліки:
- Прив'язка до конкретного комп'ютера (робочої станції), його конфігурації та встановленої копії ОС.
- Обмежений оплаченим періодом термін дії ліцензій
- Неможливість паралельного використання декількох ліцензій
- Вища вартість використання, якщо розглядати періоди понад 5 років (що не є рідкістю серед користувачів SB Pro PE)

2) Ліцензія з USB-ключем апаратного захисту.
Переваги:
- Відсутність прив'язки ліцензії до конкретного комп'ютера, його конфігурації, встановленої копії операційної системи, облікового запису користувача тощо.
- Необмежений термін дії ліцензії (поки існує eSim Games, у користувача є в наявності ключ, і ігровою платформою використовується ПК)
- Можливість заміни ключа, що вийшов з ладу або пошкодився (платна) - Можливість віддаленого доступу до ключа
- Можливість придбання і прошивки в ключ декількох ліцензій; можливість їх одночасного використання декількома користувачами в локальній мережі або через інтернет.

Недоліки:
- Платні оновлення
- Ризик повної втрати ключа (крадіжка, втрата) - у цьому разі його замінити не можна, потрібна купівля нової ліцензії
- Висока вартість у короткостроковій перспективі (менш як 5 років)
- Неможливість негайного доступу до програмного забезпечення після купівлі - необхідно дочекатися його доставлення поштовими службами (див. ризик втрати); але зараз цей пункт нівелюється наданням бонусної термінової ліцензії на 1 місяць під час купівлі постійної ліцензії з USB-ключем.

## Зовнішні посилання
- SB Wiki - офіційна Вікі
- eSim Games - сайт компанії